# Aeroportul Lime Acres Finsch Mine
Aeroportul Lime Acres Finsch Mine (IATA: LMR, ICAO: FALC) este un aeroport din Provincia Northern Cape, Africa de Sud.
Situat la o altitudine de 1.492 m, aeroportul dispune de o singură pistă.